# Everything Must Go (single van Rigby)
Everything Must Go is een nummer van de Nederlandse rockband Rigby uit 2009. Het is de derde single van hun gelijknamige debuutalbum.
Met "Everything Must Go" levert Rigby een vrolijk nummer, met wederom een uptempo alternatieve rockgeluid. Het nummer werd een klein succesje in Nederland, waar het de 12e positie haalde in de Tipparade.